# Herasîmivka, Semenivka
Herasîmivka (în ucraineană Герасимівка) este un sat în comuna Ustîmivka din raionul Semenivka, regiunea Poltava, Ucraina.

## Demografie
Componența lingvistică a localității Herasîmivka
     Ucraineană (94,22%)
     Rusă (4,62%)
     Alte limbi (1,16%)
Conform recensământului din 2001, majoritatea populației localității Herasîmivka era vorbitoare de ucraineană (94,22%), existând în minoritate și vorbitori de rusă (4,62%).